# Lasioglossum achilleae
Lasioglossum achilleae är en biart som först beskrevs av Theodore Mitchell 1960. Lasioglossum achilleae ingår i släktet smalbin, och familjen vägbin. Inga underarter finns listade i Catalogue of Life. Arten förekommer i östra Nordamerika.

## Beskrivning
Det vida huvudet och mellankroppen är blekgröna till blekt blågröna. Den främre, mittre delen av mellankroppen har dessutom en mässigsaktig färgton. Munskölden är mörkbrun på den övre halvan medan käkarna är brunorange. Antennerna är mörkbruna med undersidan på de yttre delarna rödbrun. Benen är bruna, hos hanen med blekt brungula fötter. Vingarna är halvgenomskinliga med vitgula ribbor och brungult vingfäste. Bakkroppen är brun med genomskinligt blekgula bakkanter. Behåringen är vitaktig och tämligen gles; hanen kan dock ha något kraftigare behåring i ansiktet under ögonen. Som de flesta smalbin är arten liten; honan har en kroppslängd på 4,3 till 5,1 mm och en framvingelängd på 3,7 till 3,8 mm; motsvarande mått hos hanen är 4,5 till 4,6 mm för kroppslängden och 3,6 till 3,8 mm för framvingelängden.

## Utbredning
Utbredningsområdet sträcker sig från södra Ontario (Kanada) i norr, över Michigan, New York och Massachusetts i nordöstra USA till North Carolina och Georgia i sydöstra. Arten är ovanlig (i USA) till direkt sällsynt (i Kanada). 

## Ekologi
Lasioglossum achilleae är ett eusocialt bi, det bildar samhällen där de parningsdugliga honorna, drottningarna, övervintrar som vuxna. Boet grävs ut i marken. Arten är polylektisk, den flyger till blommande växter från många olika familjer, som korgblommiga växter (röllikesläktet och gullrissläktet), brakvedsväxter (Ceanothus), hortensiaväxter (hortensiasläktet) samt ärtväxter (segelbuskar).